# Res publica
Res publica és una expressió del llatí, que significa literalment "cosa pública". Etimològicament, és l'origen de la paraula "república" i, conceptualment, de l'anglesa commonwealth. El seu ús es vincula generalment amb els conceptes actuals de sector públic i Estat, i amb el concepte tradicional de bé comú.
Ja en l'antiga Roma, la res publica era un concepte amb diferents significats o connotacions.

## Res publica en l'Antiga Roma

### "Propietat pública"
En el dret romà, res publica es refereix normalment a una cosa que no és considerada propietat privada, sinó que és d'ús públic, com per exemple un pont o un carrer.

### "L'Estat"
Ajuntant tot el que és d'interès públic s'arriba a la connotació que res publica en general significa "Estat". Per als romans això equivalia també a l'Imperi Romà en el seu conjunt i tots els seus interessos (independentment de la seva forma de govern, ja fos una república o un regne imperial).

### "La República (romana)"
Els autors romans també podien fer servir aquesta expressió referint-se a l'època en què Roma era una república, és a dir, l'època entre el Regne Romà i l'Imperi Romà. Així doncs, en aquest cas res publica sí que distingeix la forma de govern i es refereix generalment a la República Romana.

### "Política", "Organització estatal" o "Govern"
Res publica pot també tenir un significat més genèric i referir-se a la política i les seves activitats en general, o al sistema de govern estatal. En aquest sentit, res publica equival al concepte grec politeia —que originalment es referia a l'organització estatal d'una ciutat Estat de l'antiga Grècia, encara que era també un concepte complex en matisos.

### Altres usos
Després de la caiguda de l'Imperi Romà a Occident, la idea de la res publica va desaparèixer, tan aliena als bàrbars del període de les migracions. Quan Gregori de Tours es refereix a la res publica, és l'Imperi d'Orient d'allò de què està parlant.